# Muriel Viejo
Muriel Viejo es una localidad y también un municipio de la provincia de Soria, 
partido judicial de Soria, comunidad autónoma de Castilla y León, España. Pueblo de la comarca de Pinares.
Desde el punto de vista jerárquico de la Iglesia católica forma parte de la diócesis de Osma, la cual es diócesis sufragánea de la archidiócesis de Burgos.

## Toponimia
Muriel es un nombre ibero.

## Historia

Término municipal.

En un documento del año 1088, que se encuentra en el archivo de la catedral de El Burgo de Osma, aparece citado cuando se establecen los límites de la diócesis de Osma, que se instaura después de haber recuperado los cristianos a los árabes la zona del Duero, y debe tratarse de Muriel Viejo, que sin duda se creó antes que Muriel de la Fuente y por eso es Viejo.
En otros escritos se nombran a los dos Murieles juntos y en el año 1016 se dice que, desde Calatañazor y los Murieles, avanzan los castellanos hacia el norte de la provincia.
En la ciudad de Soria hubo una iglesia románica que se llamaba san Juan de Muriel situada en un barrio que posiblemente se formó con gentes venidas de los Murieles en los años de la repoblación cristiana, allá por el siglo XI y comienzos del siglo XII, y en el Fuero de Soria se dispone que los vendimiadores deben dejar su trabajo cuando se oiga el tañido de la campana de San Juan de Muriel.
No quedan muchas noticias del pueblo de aquella época remota. Algunos historiadores cuentan que Almanzor pasó herido por Muriel Viejo camino de Calatañazor para encontrarse con su derrota definitiva.
A la caída del Antiguo Régimen la localidad se constituye en municipio constitucional en la región de Castilla la Vieja, partido de El Burgo de Osma que en el censo de 1842 contaba con 28 hogares y 110 vecinos.

### Merindad
En el censo de 1879, ordenado por el conde de Floridablanca, figuraba como villa cabecera del Partido de Merindad de Solpeña en la intendencia de Soria, con jurisdicción de señorío y bajo la autoridad del alcalde ordinario de señorío, nombrado por el marqués de Badillo. Contaba entonces con 223 habitantes.

## Geografía
En la actualidad el pueblo, que es villa igual que Madrid, se encuentra en el valle del río rodeado por el este y el sur de los picos de La Lastra, San Vicente y Peñota. 
Los robles y los pinos crecen en sus laderas y las sabinas en las cimas. Al norte y el oeste los montes están cubiertos de pinos que han dado calor y vida a muchas generaciones. En la Edad Media el caserío pudo estar en una zona más alta, a los pies del pico de San Vicente, en el paraje que se denomina la iglesia Vieja. No hay duda de que hubo una iglesia románica porque su arquivolta se colocó en la puerta del actual cementerio. Tiene los capiteles muy deteriorados, pero con los mismos animales fantásticos que otros edificios de la zona.
Era el único vestigio medieval hasta que apareció la estela.

### Medio ambiente
En su término e incluidos en la Red Natura 2000 los siguientes lugares:
- Lugar de Interés Comunitario conocido como Sabinares Sierra de Cabrejas, ocupando 520 hectáreas, el 46 % de su término.[4]

## Geografía humana

### Demografía
Cuenta con una población de 75 habitantes (INE 2024).
| Gráfica de evolución demográfica de Muriel Viejo entre 1842 y 2021                                                    |
| |
| Población de derecho según los censos de población del INE. Población de hecho según los censos de población del INE. |

## Cultura

### Leyendas
Cómo tantos lugares Muriel Viejo tiene un sitio mítico y mágico que es el pico de San Vicente. El sol aparece cada mañana coronando la cima y la luna llena y las estrellas lo utilizan de balcón en las noches claras. Su silueta es el faro que señala el camino para volver al pueblo desde el oscuro laberinto de los pinares. Los últimos rayos del poniente iluminan las laderas para anunciar que otro día se termina. Arriba, en la planicie los moros dejaron escondido un becerro de oro que durante siglos nadie encontró porque sólo había que saber que estaba en aquel hoyo lleno de piedras, que eran las ruinas de una torre vigía y que, en la imaginación popular, llegó a ser una gran fortificación de la época musulmana.
Un día pusieron un poste para ver la televisión y después otro mucho más grande para la telefonía móvil. Subieron máquinas, perforaron el monte y descubrieron que la leyenda era verdadera. San Vicente guardaba el tesoro de la historia del pueblo entre las piedras amontonadas que ocultaban una necrópolis: las tumbas fueron arrasadas, pero de forma casual se salvó una magnífica estela que se ha depositado en la iglesia y que demuestra la importancia de los enterramientos destrozados.

### Costumbres
Sin datos históricos que contrastar, es fácil imaginar como transcurrieron lentamente los años de largos y crudos inviernos, con hielos, escarchas y nieves que dejaban los caminos intransitables. Aislados en el valle, pasaban las interminables noches al amor de la lumbre, bajo las chimeneas cónicas, negras de jorguines, e iluminados por las teas de los pinos. Durante el día no les faltaría trabajo reparando los aperos agrícolas, cuidando de los animales que se quedaban sin pastos y mejorando sus viviendas.
Celebraban fiestas mientras esperaban la voluble y tardía primavera de soles y heladas para ver crecer los trigos en las empinadas cuestas que, arrebatando a las aulagas y a los pedregales, convirtieron en tierras cultivables. Cuando llegaba, cavaban y estercolaban los huertos y limpiaban las acequias para poder regar en el estío; sacaban de las cuadras y las majadas las vacas, las cabras y las ovejas en busca de la hierba escarchada en las mañanas de abril y mayo. El verano era corto pero caluroso y agotador. Escardaban los cereales para librarlos de los malas hierbas, plantaban y cuidaban algunas verduras en la vega del río, segaban, acarreaban la mies a las eras, trillaban y aventaban la parva para recoger unos montones de grano que les proporcionaba trigo para hacer el pan, que no siempre duraba todo el año, y cebada y avena para alimentar a los animales.
En el otoño continuaban recolectando alimentos para el invierno, engordaban los cerdos y hacían acopio de leña para mantener el fuego encendido cuando los copos de nieve se colaban por las chimeneas asustando al humo, que descendía a refugiarse entre los muros de las cocinas enjalbegadas.
A finales del siglo XVIII construyeron una nueva iglesia y a comienzos del XIX
```
encargaron un magnífico retablo barroco con la imagen de La Virgen de La Asunción que adoptaron como patrona.
```

Cómo en otros pueblos nombraron patrón a San Roque y cómo en tantos pueblos también plantaron un olmo en el centro de la plaza que habían configurado al construir la iglesia. Alrededor, y en las orillas de lo que sería el camino de Cabrejas a Cubilla se fueron extendiendo las casas. Sólo quedan unas muestras de lo que fue la arquitectura de bardas con barro y han desaparecido las chimeneas de las cocinas redondas.
El olmo crecía en la plaza mientras se sucedían las generaciones y los inviernos.
En los pueblos de pinares se concedió un privilegio por el que cada año se cortan pinos y se distribuyen entre los vecinos un lote que se llama “la suerte” y que todavía perdura. Fue una gran ayuda económica en aquellos tiempos en los que resultaba difícil subsistir con las escasas cosechas arrebatadas a unas tierras dura y a un clima devastador.
A la suerte de pinos añadían la madera que obtenían de “matute”, que era la que cortaban e escondidas en los pinares comunales, e iniciaron su comercio. Para elaborarla, en la primera mitad del siglo XIX construyeron una serrería en la orilla del río que funcionaba con fuerza hidráulica. Ahora, La Sierra, sólo es un montón de ruinas casi ocultas por la maleza y unos restos de máquinas oxidados y esparcidos entre las piedras. En el año 1866 el Ayuntamiento la adquirió en subasta pública; sufrió incendios y abandonos pero fue reconstruida en el año 1918. Más tarde se transformó y además de aserradero fue una pequeña central eléctrica que hizo el milagro de llevar la luz al pueblo acortando las frías noches de teas y candiles.
Con la madera transformada se aventuraban por los caminos, con carros de llanta de hierro tirados por yuntas de vacas, a zonas alejadas de la provincia para proveerse de cereales o al mercado del Burgo de Osma. Tardaban días y semanas en sus periplos. Pasaban las noches en majadas y chozas del camino y en corros de lumbres guisaban las sabrosas sopas de ajo carretero que compartían con la gente con las que encontraban en sus rutas.
Volvían contentos con las compras y con historias para contar. Traían productos nuevos para romper la monotonía de las patatas guisadas con grasa de torreznos y huevos de tarde en tarde, que era la comida cotidiana.
Durante meses engordaban los cerdos y en el principio del invierno hacían la matanza en una mezcla de rito, con sangre y con fuego, y de fiesta familiar con grandes comidas y regocijo de los pequeños que se divertían con juegos y rondas en noches gélidas de cielo claro y estrellado Llenaban la despensa para el resto del año. En los veranos sudorosos de trabajo comían los chorizos, los lomos y las costillas que conservaban con aceite en las ollas de barro. En las fiestas grandes se guisaba un pollo de los que las gallinas criaban por los prados que rodeaban el pueblo. La verdura escaseaba en tierra alta de hielos y sólo el repollo acompañaba a las eternas patatas guisadas. Una naranja era un tesoro.
En los inicios del siglo XX el olmo de la plaza había crecido.
Las familias también crecían y no había tierras, ni madera, ni rebaños para procurar trabajo a todos los hijos. Comenzó la emigración y muchos se fueron a América; de algunos nunca más se tuvo noticias, otros volvieron pobres cómo se fueron y unos pocos se hicieron fortuna y volvieron al pueblo algunos años para demostrar cómo vivían los tíos ricos americanos.
De la Segunda República queda el recuerdo de un buen maestro que fue asesinado solo por ser bueno y republicano.
En la primera mitad del siglo había aspectos de la vida del pueblo que guardaban muchas semejanzas con las de la época medieval: La pobreza, la monotonía y la escasez en los alimentos que se agudizó en la posguerra. La estructura de las viviendas, que tenían la cuadra en la planta baja para proporcionar calor al primer piso de arriba donde estaban la cocina, y las habitaciones para dormir, separadas en alcobas. En la cuadra estaban las vacas, las cabras, los cerdos y las gallinas. Arriba los padres, los hijos y los abuelos. Las palanganas, los orinales y la cuadra suplían las funciones del cuarto de baño. Las casas tenían un horno para cocer el pan de hogaza que se amasaba una vez a la semana. El agua se traía de la fuente con cántaros y calderos. Se bebía directamente en los botijos.
Los labradores usaban el arado romano, los azadones, los rastrillos y las palas. Los pastores andaban por el campo con abarcas y esquivaban el frío y la lluvia envueltos en gruesas mantas de lana. Uncían las yuntas de vacas. Algunos tenían cuatro, otros solamente una y formaban la pareja pidiendo prestada la de un familiar o un vecino. La vacada era el rebaño de todas las del pueblo que guardaba el vaquero. De la Cruz de mayo a los Santos, las vacas dormían en el campo.
Las cabras proporcionaban la leche del desayuno, y algún ingreso adicional con la venta de los cabritos. Triscaban los montes guardadas por el cabrero al que pagaban a escote los vecinos. A finales de los cincuenta quedaban tres rebaños de ovejas.
Había nacido el oficio de resinero que daba trabajo a varios vecinos. Se quitaba un trozo de corteza en el tronco del pino y unas astillas de la madera para provocarle una herida, por la que el pino generoso entregaba la resina. Se recogía en un cacharro de barro y después en una lata y después en una cuba para trasladarla a las fábricas donde obtenían el aguarrás y la colofonia.
El olmo creció y se hizo muy fuerte, sobrepasó la torre de la iglesia.
Observaba la vida del pueblo que transcurría bajo sus ramas.
Los domingos de invierno los hombres se quedaban a charlara a la salida de misa. Por la tarde los mozos jugaban a la pelota y las mujeres a la brisca. Los niños jugaban todo el año y en el otoño se enterraban en los montones de hojas amarillas hasta que el viento del norte las barría por las calles mezclándolas con los copos de las primeras nevadas. actuaban los titiriteros que aparecían de improviso; los cacharreros extendían las cazuelas, los pucheros, los botijos, los cántaros y las tarrizas que sacaban de los serones de las mulas; se compraban los cochinos pequeños para engordarlos, el pimentón y las especias de la matanza; se bailaba en la Fiesta; se celebraban las meriendas que el ayuntamiento ofrecía los días que se iba de “obras”, o cuando algún mozo forastero se casaba con una moza del pueblo y pagaba la “costumbre” Debajo del olmo se emprendía el recorrido del último camino hacia el cementerio.
A comienzos de los años sesenta en el pueblo había una escuela de niños y otra de niñas con más de veinte alumnos cada una. Los jóvenes se divertían bailando los domingos por la noche en el salón. También había dos bares, que además eran tiendas, y una panadería. No había farmacia, ni médico, ni cura. Había fragua, potro y pobrera. Se conservaba la costumbre de velar a los enfermos y visitar a los impedidos. Las calles se convertían en barrizales con la llegada de las lluvias y en pistas resbaladizas con el hielo. Cada vecino limpiaba su puerta y un trozo de calle para que los niños pudiesen ir a la escuela cuando caían las grandes nevadas. Hacía tiempo que la fábrica de luz no funcionaba. Los hombres encontraban jornales trabajando en “las limpias” del pinar. Las mujeres lavaban la ropa en el agua helada del lavadero. Desapareció la vacada. Los niños comían carámbanos de hielo.
Del pinar llegó el dinero para llevar el agua a las casas y para adoquinar las calles. Pusieron una centralita del teléfono y televisión en los dos bares.
En algunas casas hicieron cuarto de baño y el lavadero cayó en desuso. Dejaron de cultivarse las tierras de cereal. Se abandonó la resina. Los jóvenes se fueron del pueblo, a Valladolid, a Barcelona, a Madrid o a Zaragoza. Se cerraron primero, una escuela, después, la otra. Primero, un bar y después, el otro. Se arreglaron las casas.
El olmo enfermó de grafiosis. Era un mal que llegó de tierras muy lejanas atravesando Europa. Aguantó unos años con las hojas llenas de miles de agujeros, pero una primavera no volvió a brotar. Quedaron su tronco enorme y los muñones de sus viejas ramas presidiendo la plaza. Un día lo arrancaron, partieron el tronco en pedazos y lo dejaron abandonado en el borde de un camino donde se lo comen los gusanos.
Ahora hay nuevos árboles en su lugar y en verano muchos niños juegan a su alrededor. Todas las casas tienen cuarto de baño, teléfono y calefacción. Algunas están cerradas en invierno pero llenas de flores en verano. Hay un centro médico y un bar nuevo en el Ayuntamiento. Han vuelto algunos jóvenes que trabajan en Muriel. Recogen setas. Vienen de muchos pueblos a coger agua de la fuente del Chino.
Se ponen campamentos de verano en las Novillas.
Permanecen los paisajes, el río, las fuentes y el monte. Los caminos y algunas veredas para llegar a La Lastra, al Enebral, a San Vicente, a Peñota, a las Tainas del Molino, al Prado de La Vega y a los Pinos Altos.
Quedan robles, sabinas, enebros y pinos. Crece el tomillo, la mejorana, la manzanilla, el cantueso, la lavanda, el brezo, la jara, y muchas, muchas flores en la primavera. Las primeras en llegar siempre son los narcisos.